# Mundraub
Mundraub ist ein ehemaliger Rechtsterminus, der nur im allgemeinen Sprachgebrauch verwendet wird. Er bezeichnet den Diebstahl oder die Unterschlagung von Nahrungs- oder Genussmitteln oder von anderen Gegenständen des hauswirtschaftlichen Gebrauchs in geringer Menge oder von unbedeutendem Wert zum alsbaldigen Verbrauch. Der Begriff ist irreführend, da Mundraub kein Raub ist. In Deutschland und der Schweiz wurden entsprechende Straftatbestände abgeschafft, sodass heute die höheren Strafen für Diebstahl oder Unterschlagung verhängt werden; dagegen besteht in Österreich ein Tatbestand namens Entwendung (siehe unten).

## Bibel
Nach der Bibel gab es Fälle erlaubten Mundraubes:

„Wenn du in den Weinberg eines andern kommst, darfst du so viel Trauben essen, wie du magst, bis du satt bist, nur darfst du nichts in ein Gefäß tun. Wenn du durch das Kornfeld eines andern kommst, darfst du mit der Hand Ähren abreißen, aber die Sichel darfst du auf dem Kornfeld eines andern nicht schwingen.“

## Deutschland
Anders als allgemein angenommen blieb Mundraub auch früher keineswegs generell straffrei, sondern nur unter Eheleuten und gegenüber Verwandten absteigender Linie. Auch die Früchte von Kulturpflanzen durften und dürfen nicht einfach gepflückt werden. Das unerlaubte Betreten umzäunter Flächen war und ist zudem noch Hausfriedensbruch. Lediglich bei wildwachsenden Pflanzen darf man Früchte u. Ä. „in geringen Mengen für den persönlichen Bedarf pfleglich entnehmen und sich aneignen“, sofern kein Betretungsverbot besteht (§ 39 Abs. 3 Bundesnaturschutzgesetz, Art. 141 Abs. 3 Verfassung des Freistaates Bayern: Gestattung der »Aneignung wildwachsender Waldfrüchte«).
Im Entwurf des Strafgesetzbuchs von 1847 erschien die Anwendung einer ordentlichen Bestrafung wegen Diebstahls auf die „Entwendung von Feld- und Gartenfrüchten“ als nicht mehr angemessen. Die Entwürfe zur Feldpolizei-Ordnung von 1844 und 1846 wollten diesen Tatbestand nur noch für den Fall des Verzehrs unter Strafe stellen. Das preußische Strafgesetzbuch von 1851 sah in § 349 Nr. 3 eine Privilegierung für Mundraub gegenüber Diebstahl vor, die zunächst nur galt, wenn das Entwendete auf der Stelle verzehrt, aber 1856 erweitert wurde. 
Unter großen Widerständen wurde der Mundraub als Übertretung in das norddeutsche Strafgesetzbuch (§ 370 Nr. 5 StGB a. F.) aufgenommen, das nach der Reichsgründung auch in Süddeutschland eingeführt wurde. Am 19. Juni 1912 fand die Notentwendung als Vergehen Eingang in § 248 StGB a.F. Damit gab es zwei privilegierte Fälle des Diebstahls und der Unterschlagung, nämlich Notentwendung geringwertiger Gegenstände (§ 248a StGB a.F.) und den Mundraub (§ 370 Abs. 1 Nr. 5 StGB a.F.). Notentwendung (§ 248a Abs. 1 StGB a.F.) und „Mundraub“ (§ 248a Abs. 2 StGB a.F.) unterschieden sich durch den gestohlenen Gegenstand. Notentwendung erfasste alle Sachen, auch Geld; Mundraub war hingegen auf Nahrungsmittel beschränkt, ab 19. Juni 1912 fielen auch Genussmittel sowie Gegenstände des hauswirtschaftlichen Verbrauchs darunter, weshalb der Begriff Mundraub durch „Verbrauchsmittelentwendung“ abgelöst wurde. Bei Notentwendung musste der Täter aus persönlicher Not gehandelt haben, bei Mundraub stand der alsbaldige Verbrauch – auch durch Angehörige – im Vordergrund. Mundraub – ab 1912 „Verbrauchsmittelentwendung“ – wurde mit einer Geldstrafe (Höchstbetrag 1964 auf 500 DM erhöht) oder Haft bis zu sechs Wochen bestraft; bei Notentwendung war auch eine höhere Geldstrafe oder bis zu drei Monaten Gefängnisstrafe möglich.
Diese Straftatbestände sahen einige unbestimmte Rechtsbegriffe vor, die durch die Rechtsprechung des Reichsgerichts zu konkretisieren waren. „Nahrungsmittel“ waren die zur Ernährung des menschlichen Körpers bestimmten Esswaren und Getränke, auch Saatkartoffeln, solange sie noch genießbar sind. „Genussmittel“ sind Stoffe, die, vom Körper aufgenommen, einen Reiz auf das Nervensystem auszuüben geeignet und bestimmt sind, wie Tabak, Zigarren, Parfüms, nicht jedoch Blumen oder Feuerungsmaterial. „Gegenstände des hauswirtschaftlichen Gebrauchs“ sind alle Gegenstände, die im gewöhnlichen Leben zur Befriedigung eines hauswirtschaftlichen Bedürfnisses verbraucht zu werden pflegen, gleichgültig, ob mit diesem Verbrauch ein unmittelbares Genießen des Menschen verbunden ist oder nicht, wie z. B. Viehfutter, nicht jedoch Wäschestücke.
Die Verbrauchsmittel- und die Notentwendung wurde in der DDR durch Einführung des Strafgesetzbuchs der DDR zum 1. Juli 1968 als eigenständige Tatbestände abgeschafft. In der Bundesrepublik wurde durch die Strafrechtsreform zum 1. April 1970 die Haft- und Gefängnisstrafe durch Freiheitsstrafe von gleicher Dauer ersetzt. Zum 1. Januar 1975 wurden auch hier die vorgenannten Tatbestände abgeschafft. Es wird kein Unterschied mehr gemacht zwischen dem Stehlen eines Apfels und eines Kugelschreibers; beim heutigen Diebstahl im Rahmen des früheren Mundraubs handelt es sich daher um eine Strafverschärfung und nicht um eine Entkriminalisierung. Die Kategorie Übertretungen wurden abgeschafft, einzelne bisherige Übertretungen wurden zu Vergehen aufgewertet  – so auch die Verbrauchsmittelentwendung als Diebstahl geringwertiger Sachen. Nach heute geltendem Recht werden Diebstahl und Unterschlagung geringwertiger Sachen gemäß § 248a StGB grundsätzlich nur noch auf Strafantrag verfolgt.

## Schweiz
Das Strafrecht war bis 1941 kantonal geregelt. In den meisten Kantonen war der Bestand des Mundraubes als privilegierte Form des Diebstahles anerkannt, schuldig war, wer „zur Befriedigung augenblicklicher Lüsternheit“ Lebensmittel geringen Wertes stahl. 
Das am 1. Januar 1942 in Kraft getretene Schweizerische Strafgesetzbuch kannte zwar dem Namen nach keinen Mundraub mehr, stattdessen den Strafbestand der „Entwendung“. Der Entwendung machte sich schuldig, wer „aus Not, Leichtsinn oder zur Befriedigung eines Gelüstes eine Sache geringen Wertes“ stahl (Art. 138 StGB alter Fassung). Die Gerichte legten diesen Tatbestand sehr weit aus, so wurde auch der Diebstahl eines Buches als Entwendung aufgefasst. 1995 wurde der Straftatbestand der Entwendung abgeschafft, so dass Entwendung als Diebstahl verfolgt wird, was zu einer Strafverschärfung führte.

## Österreich
Die Entwendung geringwertiger Sachen aus Not, aus Unbesonnenheit oder zur Befriedigung eines Gelüsts wird durch den Privilegierungstatbestand Entwendung bestraft. Das Strafmaß liegt bei Freiheitsstrafe bis zu 1 Monat oder Geldstrafe bis zu 60 Tagessätzen (§ 141 StGB). Es handelt sich um ein Ermächtigungsdelikt; ist der Geschädigte ein Angehöriger, der mit dem Täter in Hausgemeinschaft lebt, der Ehegatte oder eingetragene Partner, ein Verwandter in gerader Linie oder Bruder oder Schwester entfällt die Strafbarkeit. Ebenso ist die rechtswidrige Aneignung von Bodenerzeugnissen oder Bodenbestandteilen (wie Baumfrüchte, Waldprodukte, Klaubholz) geringeren Werts gerichtlich nicht strafbar.